# Bernardo Bátiz
Bernardo Bátiz y Vázquez (Ciudad de México, 14 de septiembre de 1936) es un jurista, abogado, escritor y político mexicano que se desempeña como integrante del Consejo de la Judicatura Federal. Es licenciado en Derecho por la Universidad Nacional Autónoma de México y cuenta con una maestría en Derecho Parlamentario por la Universidad Iberoamericana.

## Biografía
De 1965 a 1992 fue miembro del Partido Acción Nacional, al que renunció junto con los miembros del llamado Foro Democrático y Doctrinario (Pablo Emilio Madero, José González Torres, Jesús González Schmal, entre otros).
Se ha desempeñado como diputado federal en cuatro ocasiones, en las legislaturas XLVIII, LII, LIV y LVII, en la que fue presidente del Instituto de Investigaciones Legislativas y director de la revista Quórum. En 1994 fue candidato a senador por el Distrito Federal, y en 2009, candidato por el Partido de la Revolución Democrática para Jefe delegacional de Benito Juárez.
Catedrático de Derecho constitucional y parlamentario, ha sido profesor invitado en las universidades de Leiden, en Holanda; Complutense de Madrid y la Universidad Estatal de Nueva York. Es autor, entre otros libros, de Cronicuentos (Porrúa, 1993 y 2007), Teoría del Derecho parlamentario (Oxford, 1999), Cuaderno de ideas ajenas (Porrúa), Pido la palabra (2005, Porrúa), Una visión humanista, Acuerdos para la procuración de justicia (2006, Instituto Nacional de Ciencias Penales) y Humanismo cristiano y capitalismo (2016, Porrúa).[cita requerida]

### Procurador General de Justicia del Distrito Federal
Bernardo Bátiz fue designado Procurador General de Justicia del Distrito Federal por el jefe de Gobierno Andrés Manuel López Obrador en diciembre de 2000. Su gestión se extendió hasta diciembre de 2006.
Durante su encargo, impulsó una reforma institucional de la procuraduría, orientada a mejorar la transparencia, profesionalizar al personal y disminuir los niveles de corrupción que caracterizaban a la dependencia en años anteriores. Bajo su administración se reportaron descensos en ciertos delitos de alto impacto, como robo de vehículos y asaltos en vía pública. Bátiz también promovió una visión de justicia con enfoque social, evitando criminalizaciones arbitrarias y fomentando la resolución de casos con base en pruebas y debido proceso.
No obstante, su gestión también estuvo marcada por controversias significativas, entre las que destaca el caso de Digna Ochoa, abogada y defensora de derechos humanos, quien fue hallada muerta en 2001 en circunstancias sospechosas. La Procuraduría, bajo la dirección de Bátiz, concluyó que se trató de un suicidio con simulación de homicidio, pese a que la víctima había sido previamente amenazada y secuestrada, y que existían elementos para considerar otras líneas de investigación. Diversos sectores criticaron la investigación por deficiencias técnicas, falta de enfoque de género y omisión de líneas vinculadas a su labor como defensora. En 2021, la Corte Interamericana de Derechos Humanos desestimó la versión oficial y determinó que Ochoa fue víctima de un homicidio, responsabilizando al Estado mexicano por la deficiente investigación.
Otros casos polémicos, como los intentos fallidos de procesar a policías involucrados en abusos o la limitada respuesta ante la violencia contra mujeres en el periodo, también matizaron la percepción pública de su gestión.

### Periodismo
Colaborador articulista en diversas publicaciones, entre ellas La Jornada. Presidente del Consejo de Administración de ese periódico (septiembre de 2015 a agosto de 2016).[cita requerida]
En 1996 recibió la Medalla al Mérito Universitario de la Universidad Iberoamericana, y en el 2007 la medalla “Emilio Krieger Vázquez”, otorgada por la Asociación Nacional de Abogados Democráticos.[cita requerida]
De 2000 a 2006, se desempeñó como procurador general de Justicia del Distrito Federal.[cita requerida]
Durante el I Consejo Nacional del Movimiento Regeneración Nacional, celebrado en el Deportivo Plan Sexenal, en la Ciudad de México, fue electo Secretario de Combate a la Corrupción del Comité Ejecutivo Nacional de Morena para el periodo 2012-2015.
Fue diputado Constituyente de la Ciudad de México y Coordinador del Grupo Parlamentario de Morena en la misma asamblea.
Desde 2019 es parte del Consejo de la Judicatura Federal, siendo nominado por el presidente Andrés Manuel López Obrador.

### Familia
Es hermano mayor de José Antonio Bátiz Vázquez, historiador de la UNAM, fundador del Archivo Histórico del Banco Nacional de México de Banamex y presidente de la Sociedad Numismática de México, donde dirigió el Boletín Numismático.